# Список главных тренеров ФК «Норвич Сити»
Ниже представлен список главных тренеров футбольного клуба «Норвич Сити». За всю историю у клуба было 38 главных тренеров.
Тренеры (по странам в Норвиче)
| Страна            | Количество |
| ----------------- | ---------- |
| Англия            | 23         |
| Шотландия         | 10         |
| Северная Ирландия | 3          |
| Уэльс             | 1          |
| Ирландия          | 1          |

## Список главных тренеров ФК «Норвич Сити»
- Джон Бауман — с 1 августа 1905 по 31 июля 1907 г.
- Джеймс Маккивен — с 1 августа 1907 по 31 мая 1908 года.
- Артур Тернер — с 1 августа 1909 по 31 мая 1910 года.
- Берт Стантсфилд — с 1 августа 1910 по 31 мая 1915 года. И с 1 марта 1926 по 1 ноября 1926 года.
- Франклин Бакли — с 1 августа 1919 по 1 июля 1920 года
- Чарлз О’Хаган — с 1 июля 1920 по 1 января 1921 года
- Альберт Госнелл — с 1 января 1921 по 28 февраля 1926 года
- Сесил Поттер — с 1 ноября 1926 по 1 января 1929 года
- Джеймс Керр — с 1 апреля 1929 по 28 февраля 1933 года
- Томас Паркер — с 1 марта 1933 по 1 февраля 1937 года. И с 1 мая 1955 по 31 марта 1957 года.
- Боб Янг — с 1 февраля 1937 по 31 декабря 1938 года. И с 1 сентября 1939 по 31 мая 1946 года.
- Джимми Джуэлл — с 1 января 1939 по 1 сентября 1939 года.
- Дуджи Лачхед — с 1 сентября 1945 по 1 марта 1950 года.
- Сирил Спирс — с 1 июня 1946 по 1 декабря 1947 года.
- Норман Лау — с 1 мая 1950 по 30 апреля 1955 года.
- Арчи Маколай — с 1 апреля 1957 по 1 октября 1961 года.
- Уилл Рейд — с 1 декабря 1961 по 1 мая 1962 года
- Джордж Суиндин — с 1 мая 1962 по 1 ноября 1962 года
- Рональд Ашман — с 1 декабря 1962 по 31 мая 1966 года
- Лол Морган — с 1 июня 1966 по 1 мая 1969 года
- Рональд Саундерс — с 1 июля 1969 по 16 ноября 1973 года
- Джон Бонд — с 27 ноября 1973 по 31 октября 1980 года
- Кен Браун — с 1 ноября 1980 по 9 ноября 1987 года
- Дейв Стрингер — с 9 ноября 1987 по 1 мая 1992 года
- Майкл Стюарт Уокер — с 1 июня 1992 по 6 января 1994 года. И с 21 июня 1996 по 30 апреля 1998
- Джон Дихан — с 12 января 1994 по 31 июля 1995 года
- Мартин O’Нил — и. о. главного тренера с август 1995 по декабрь 1995 года
- Мегсон Гари — с декабря 1996 по 21 июня 1996 года
- Брюс Риох — с 12 июня 1998 по 13 марта 2000 года
- Брайан Гамильтон — с 5 апреля 2000 по 4 декабря 2000 года
- Найджел Воррингтон — с 4 декабря 2000 по 2 октября 2006 года
- Мартин Хантер — и. о. главного тренера с 2 октября 2006 по 14 октября 2006 года
- Питер Гранд — с 13 октября 2006 по 9 октября 2007 года
- Джим Даффи — и. о. главного тренера с 9 октября 2007 по 30 октября 2007 года
- Гленн Рёдер — с 30 октября 2007 по 14 января 2009 года
- Брайан Ган — и. о. главного тренера. 14 января — 16 августа 2009 года
- Пол Ламберт — с 19 августа 2009 по 1 июня 2012 года
- Крис Хьютон — с 7 июня 2012 года по 6 апреля 2014 года
- Нил Адамс - с 22 мая 2014 по 5 января 2015 года
- Алекс Нил - с 9 января 2015 по 2017 год
- Даниель Фарке - с 25 мая 2017 года по 6 ноября 2021 года
- Дин Смит — с 15 ноября 2021 года по 27 декабря 2022 года
- Стив Уивер и  Аллан Расселл (совместно, временно) — с 27 декабря 2022 года — настоящее время

## Интересные факты
- Больше всего игр Норвич провёл под руководством Кена Брауна — 367.
- Единственным тренером-валлийцем Норвича был Майкл Стюарт Уокер.